# IMPERA
IMPERA — український гурт важкого металу заснований 2006-го року у Франківську. Самі учасники зазначали що не дотримуються певного стилю виконання та характеризували свою творчість як modern metal.

## Історія групи

### Рання IMPERA— Pandemonium
Кінець листопада 2006 вважають умовним початком існування гурту IMPERA. 
Саме тоді гітаристи Vovan і Mihalich вирішили створити власну команду, назвавши її Pandemonium, яка б випускала на ринок альтернативної музики сплав важкого і водночас мелодійного звучання. Однак, унікальність стильової різноплановості вирішили витримати в рамках Death-Black Metal.
У перші дні зими того ж таки 2006 року хлопці почали напрацьовувати перший матеріал. 
Однак для повноцінної комплектації гурту не вистачало барабанщика і басиста. Останнього чекати довго не довелося і вже з бас-гітаристом Yass'ем, Pandemonium розпочинають творчу роботу. За наступні півроку троє музикантів записують чотири демо-трека: «Темний Лорд», «Очі ангела», «Intro» і «Під чорними крилами сну».

На час остаточного вкорінення групи на постійній базі припадає знайомство хлопців з барабанщиком Andre. Він, на той момент будучи учасником групи Морок, погоджується тимчасово підіграти в колективі. Місяць виснажливих репетицій дозволяє якісно виступити на Кондор фест ІІ у клубі «Кондор» (м. Кременчук). Цей концерт став візитівкою групи, а вже через три тижні музиканти виступили і вдруге — в рідному Івано-Франківську на Night Metal Fest, організували який Mihalich і Vovan. Після цього у зв'язку з розпадом групи Морок ударник Andre остаточно приєднується до Pandemonium. З тих пір розвиток групи почав набирати нових обертів вже в повноцінному складі і виводити команду на інший рівень. Результатами копіткої праці музикантів можна порадіти на різних андерграундних концертах і фестивалях. 
19 червня 2008 у зв'язку з ''виробничою'' необхідністю група офіційно змінює назву на IMPERA. 
З 2009 року колектив перевертає нову сторінку у своїй історії. IMPERA розходиться з Mihalich'ом, а до обов'язків вокаліста тепер приступає Vovan, поєднуючи це з виконанням гітарних партій.
Однак кількість учасників IMPERA змінилося. Група поповнюється клавішником і бек-вокалістом в особі Олі ''RedAngel'' Овсянецької.

Крім того, стилістично і музично IMPERA зазнає деяких змін. 

Impera 2009 рік

У середині жовтня 2009 року колектив видає свій дебютний міні-альбом «The Road of Death», запис якого проводилася на місцевій студії в Івано-Франківську.
До нього увійшли чотири композиції («Інтро», «The Road of Death», «Очі ангела», «Ненависть до крові»), виконані в стилі Death-Black Metal у поєднанні з жіночим вокалом.

### Нова IMPERA

Кадр з кліпу на пісню Angel's Cry (2011)

Влітку 2010 року Андрій Пташник (ударні) змінює свій звичний інструмент на клавішні і вдало влаштовується в місцеву Івано-Франківську групу Так Треба. 
У цьому ж році Оля Овсянецька (клавішні / бек-вокал) і бас-гітарист Ясь Янішак теж залишають ряди IMPERA, і створюють свій власний проект SoulMarket. Незважаючи на внутрішні перевороти групи, Vovan (вокал / гітара) продовжує творчість у рамках IMPERA і приступає до набору нових музикантів і зміни стилю звучання. Стилістику вирішили поміняти на нову, що поєднує в собі такі жанри, як дез, грув та індастріал, і розбавляючи це семплованими вставками.
У 2010 новими учасниками гурту стають: барабанщик Юрій «Niger» Гикавчук, басистом Максим Мисечко і соло-гітаристом — Максим Астапенко.
Влітку 2011 гурт знімає свій перший кліп на пісню Angel's cry. Після чого знову змінюється склад учасників. Приходять новий соло-гітарист Володимир Процишин і басист Олександр Червінський. 
20 березня 2011 виходить міні-альбом гурту під назвою «Voice of Freedom».
Робота над ним велася на Івано-Франківській студії Frost Magnetic Records протягом зими 2011 року. Туди увійшли п'ять композицій («Voice of Freedom», «Believe in Salvation», «Bad Religion», «Angel's Cry», «Girl From Hell»). На становлення стилю колективу вплинули різні напрямки музики, з якими IMPERA вельми добре вдалося поекспериментувати. 
У 2012 знову змінюється соло-гітарист. До групи приходить Василь Федунишин. В цьому ж 2012 році IMPERA випускає свій третій міні-альбом під назвою «Чорні мрії».
Туди увійшли такі композиції, як: ''Чорні Мрії'',  ''Say go away'' і ''Shock machine''.
У 2013 році склад групи в черговий раз змінюється знову. В колектив приходять соло-гітарист Костянтин Прохоренков і басист Денис Харюк і музика групи прийняла нове звучання. 
За 2 роки група накопичує чимало матеріалу і у 2015 році приступає до запису нових пісень. У вересні 2015 року група випускає свої нові сингли під назвами RUN і Система, які в подальшому ввійдуть в перший повноформатний альбом групи.
8 жовтня 2016 року група Impera відіграла свій останній концерт.
Бас-гитаріст Денис Харюк продовжує виступи приєднавшись до гурту "Сни Дріади".

## Склад групи

### Теперішні учасники

| Костянтин Прохоренков         | Володимир Григорак                             | Юрій «Niger» Гикавчук                           | Денис Харюк           |
| соло-гітара (2013 — наші дні) | вокал/гітара (2009/2006 — наші дні)            | ударні/семпли (2010 — наші дні)                 | бас (2013 — наші дні) |
|                               | [Архівовано 4 березня 2016 у Wayback Machine.] | [Архівовано 28 вересня 2015 у Wayback Machine.] |                       |
| ----------------------------- | ---------------------------------------------- | ----------------------------------------------- | --------------------- |

### Колишні учасники

#### Вокал
- Mihalich (2006—2009)

#### Гітара
- Максим Астапенко (2010—2011)
- Володимир Процишин (2011—2012)
- Василь Федунишин (2012—2013)

#### Бас
- Ясь Янішак (2006—2010)
- Максим Мисечко  (2010—2011)
- Олександр Червінський (2011—2013)

#### Ударні
- Андрій Пташник (2006—2010)

#### Клавіші/Бек-Вокал
- Оля ''RedAngel'' Овсянецька (2009—2010)

## Дискографія

### EP
- «The Road of Death» EP, 2009
- «Voice of freedom» EP, 2011
- «Чорні мрії» EP, 2012

### Сингли
- RUN — Сингл 2015
- Система — Сингл 2015

### Відеокліпи
- Angel's cry, 2011  [Архівовано 9 жовтня 2016 у Wayback Machine.]

### Офіційні сайти
- Офіційна сторінка IMPERA [Архівовано 1 лютого 2012 у Wayback Machine.] в соціальній мережі ВКонтакте
- Офіційна сторінка IMPERA  в соціальній мережі Facebook
- Володимир Григорак [Архівовано 9 жовтня 2016 у Wayback Machine.] на YouTube

### Інтерв'ю
- http://www.krockyrock.com.ua/tag/impera/ [Архівовано 30 листопада 2014 у Wayback Machine.]